# Martin Jakš
Martin Jakš (n. 6 septembrie 1986, Plzeň, Cehoslovacia) este un schior de fond ce a reprezentat Cehia, medaliat olimpic. A participat la 2 ediții ale Jocurilor Olimpice (2010, 2014) în care a câștigat o medalie de bronz.